# 原田源五郎
原田 源五郎（はらだ げんごろう）は日本の小説家・ライトノベル作家。

## 主な作品

### ライトノベル
- 今日もオカリナを吹く予定はない（絵：x6suke、『ガガガ文庫』、小学館）
- 魔王っぽいの!（絵：nyanya、『ガガガ文庫』、小学館）